# King Long Jinwei
King Long Jinwei (кит. 厦门金龙-金威) — серия малотоннажных грузовых автомобилей, выпускающихся с 1995 года китайским автопроизводителем King Long на базе четвёртого поколения Toyota Hiace. Ребеджинговый вариант, выпускаемый компанией Golden Dragon (дочерним подразделением King Long), получил название Golden Dragon V4. Автомобили выпускаются в многочисленных конфигурациях, включая кузовы минивэн, микроавтобус, фургон и автомобиль скорой помощи.

## История
Автомобили King Long Jinwei и Golden Dragon V4, дебютировавшие в 1995 году, изначально назывались Haise (XML6480). Базовая модель — Toyota Hiace H100.

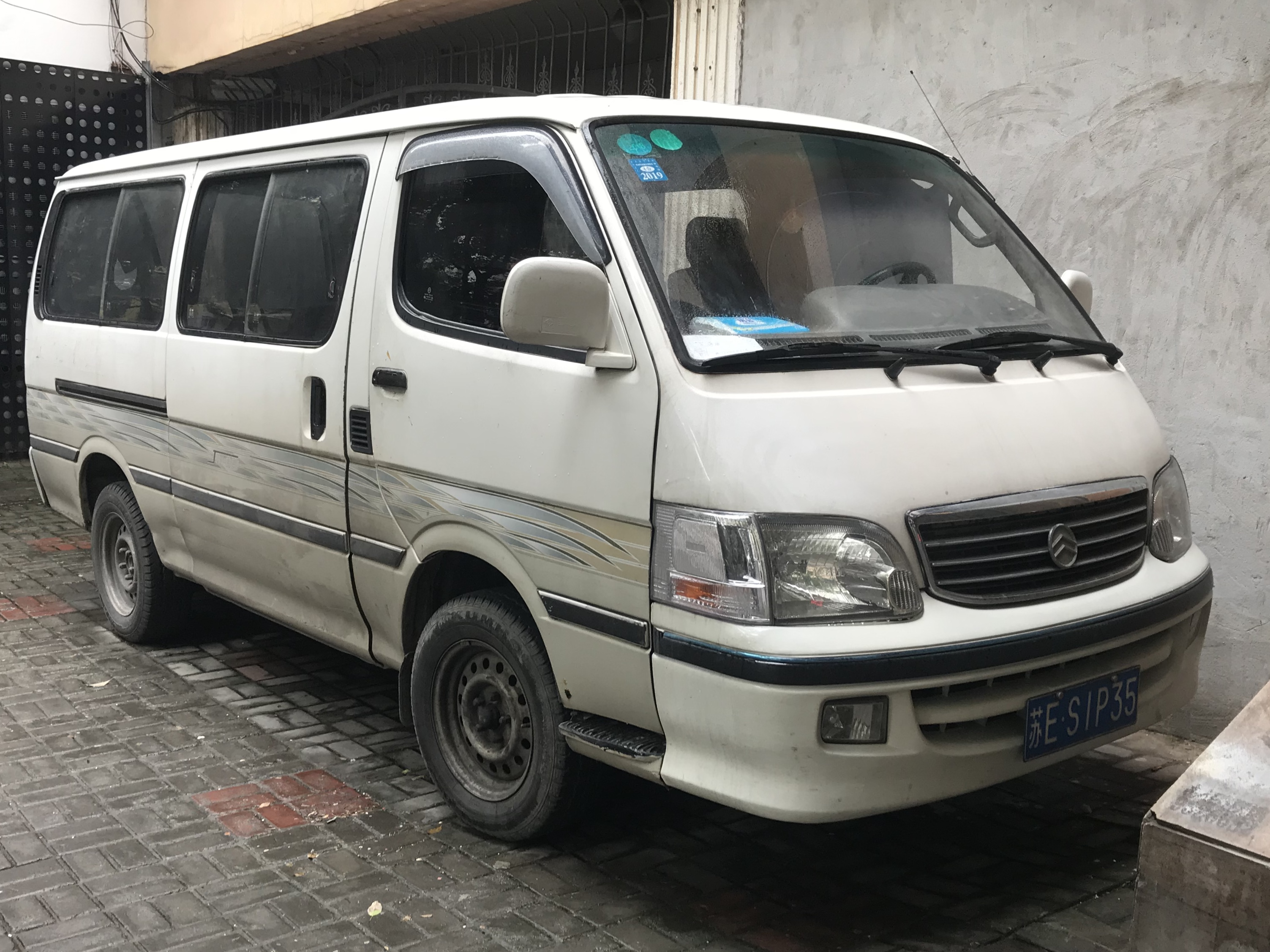
Golden Dragon V4 (Haise)
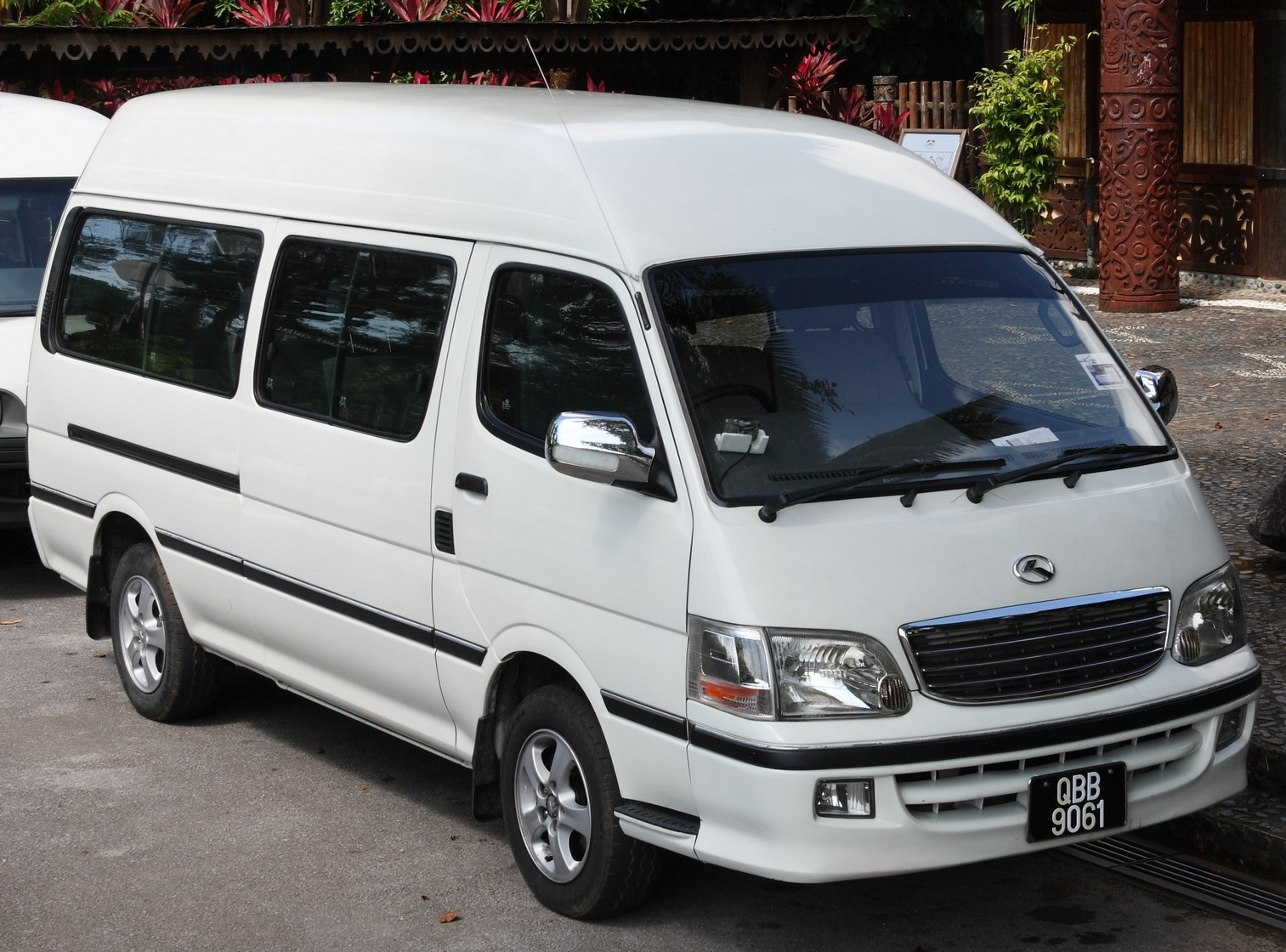
King Long Haise в Малайзии

### Golden Dragon
Через некоторое время автомобили Golden Dragon/King Long Jinwei прошли первый фейслифтинг, уникальный для бренда Golden Dragon, который включал переработанную переднюю часть, чёрные накладки на окна и расширенные задние фонари (для топовых комплектаций).

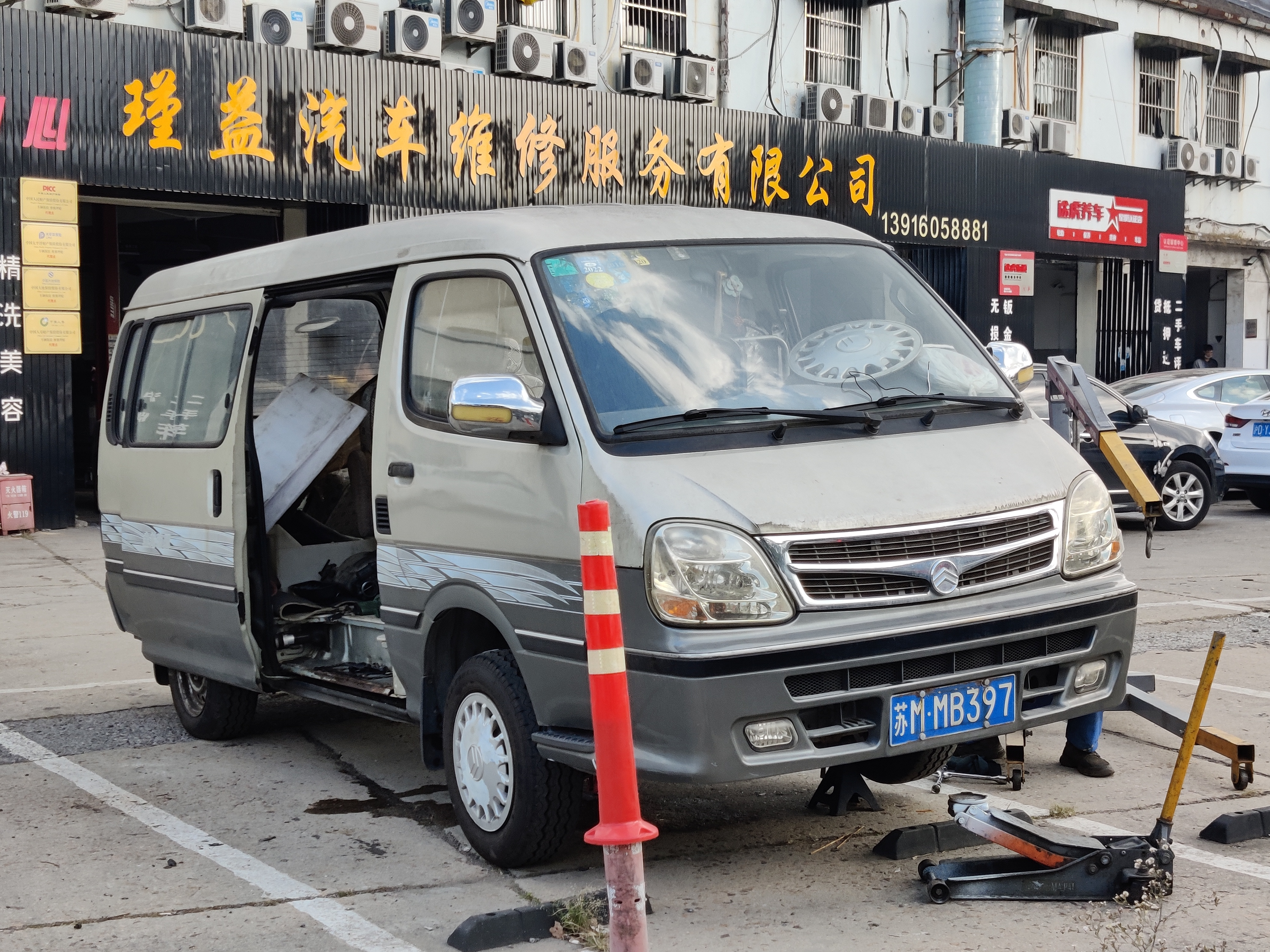
Golden Dragon Haise XML6532
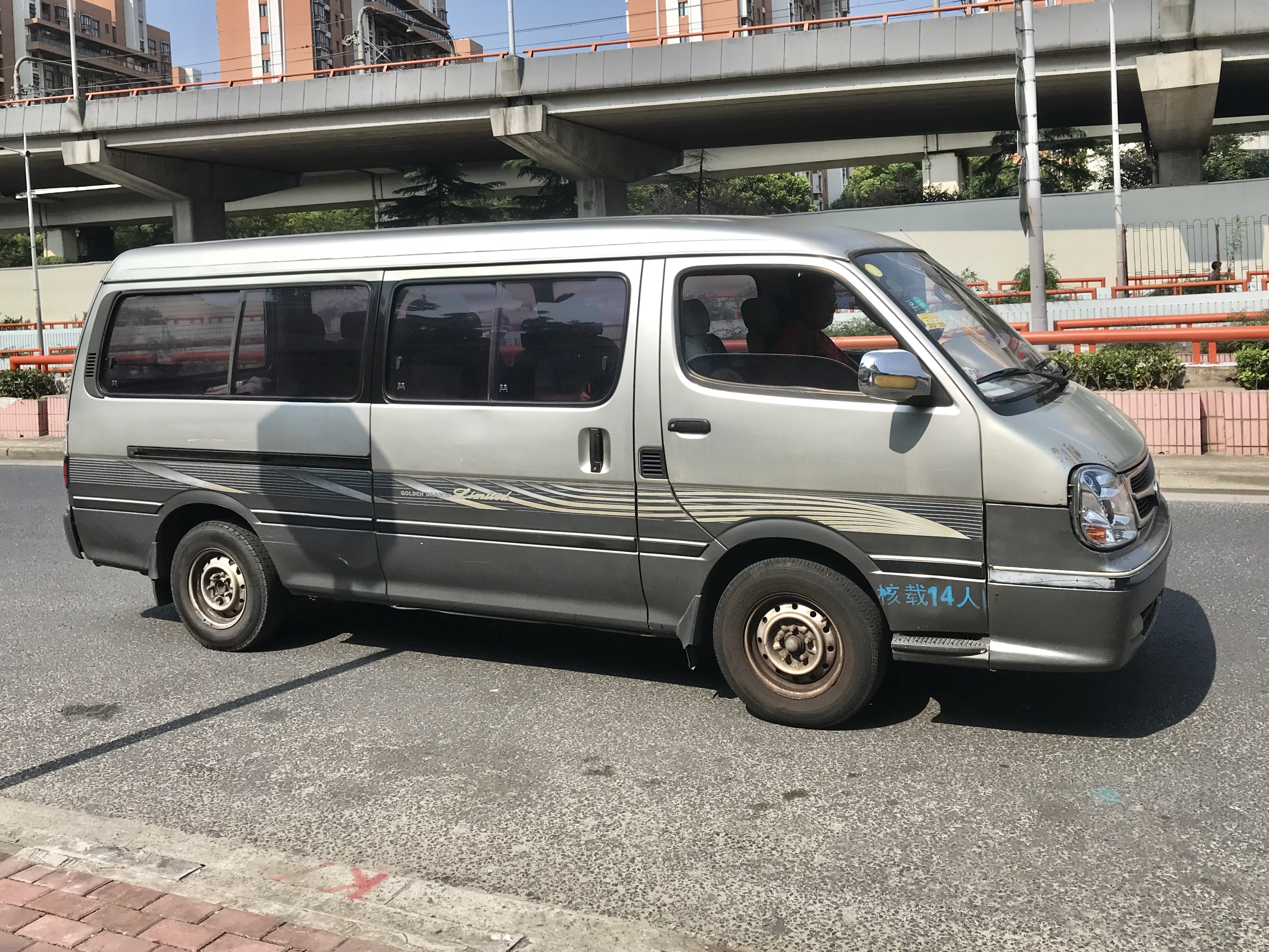
Golden Dragon Haise XML6532
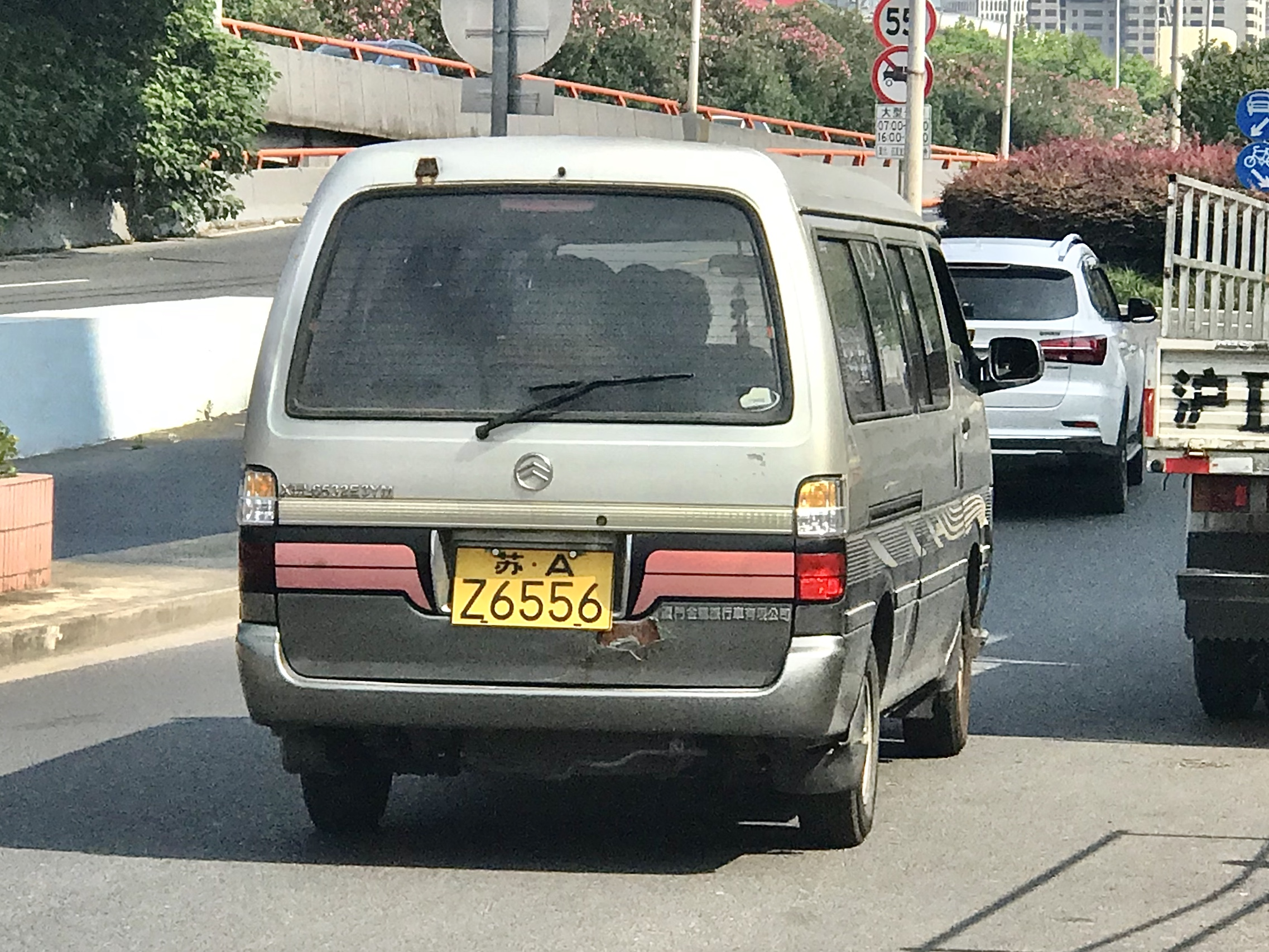
Golden Dragon Haise XML6532

20 июня 2010 года автомобили Golden Dragon/King Long Jinwei прошли второй фейслифтинг, который включал переработанный и модернизированный интерьер и схожий с моделями Foton View экстерьер. Фары — хрустальные светодиодные. Автомобили оснащаются бензиновыми двигателями 491, V20 и 4RB2 (разработанными на базе двигателей Toyota) с технологией электронного управления дроссельной заслонкой (ETC), технологией диагностики сгорания AV1 и интеллектуальным компьютерным управлением ЭБУ или же дизельными двигателями GW2.8TC-2 и YC4FB90-30.

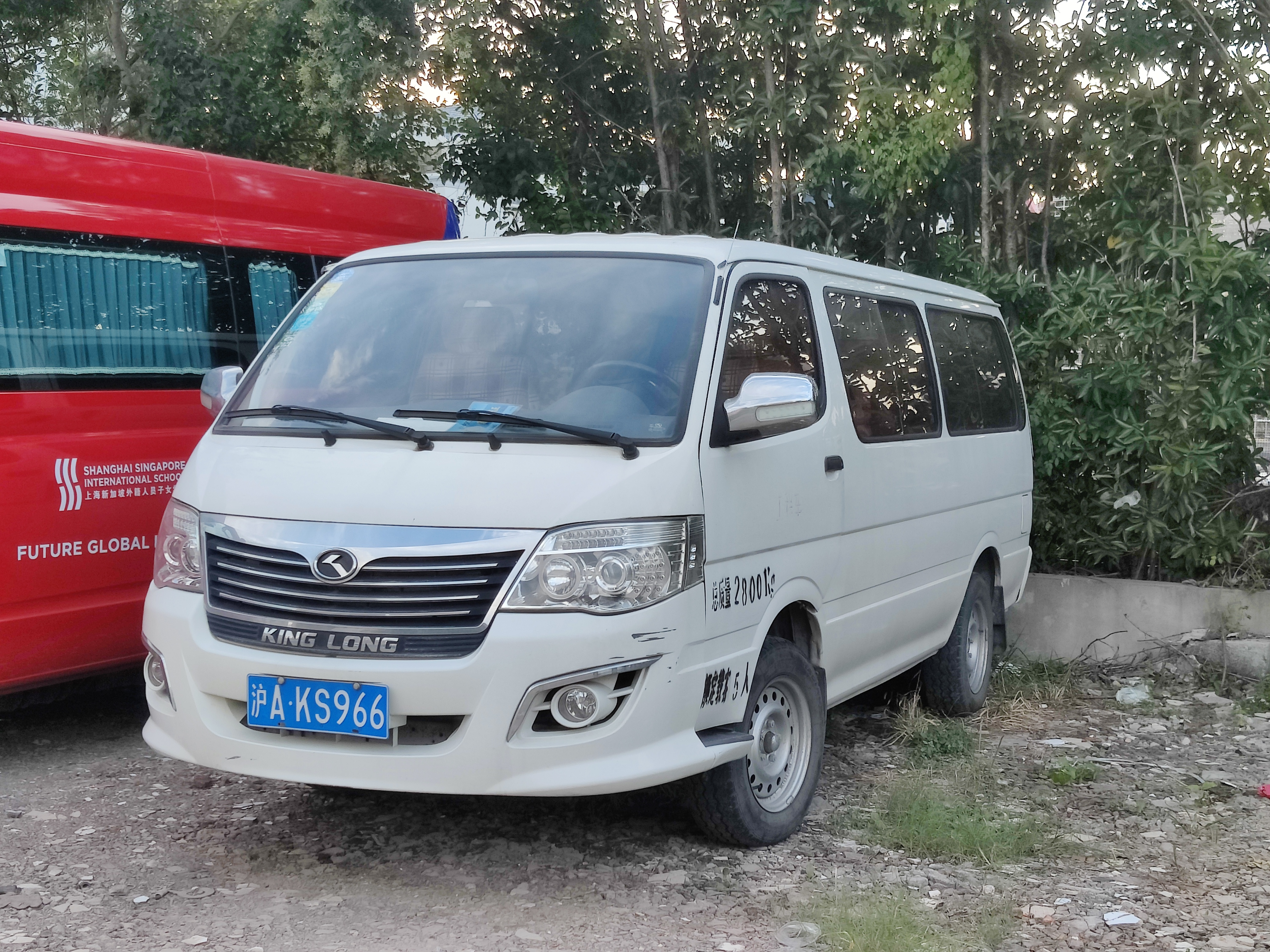
King Long Jinwei
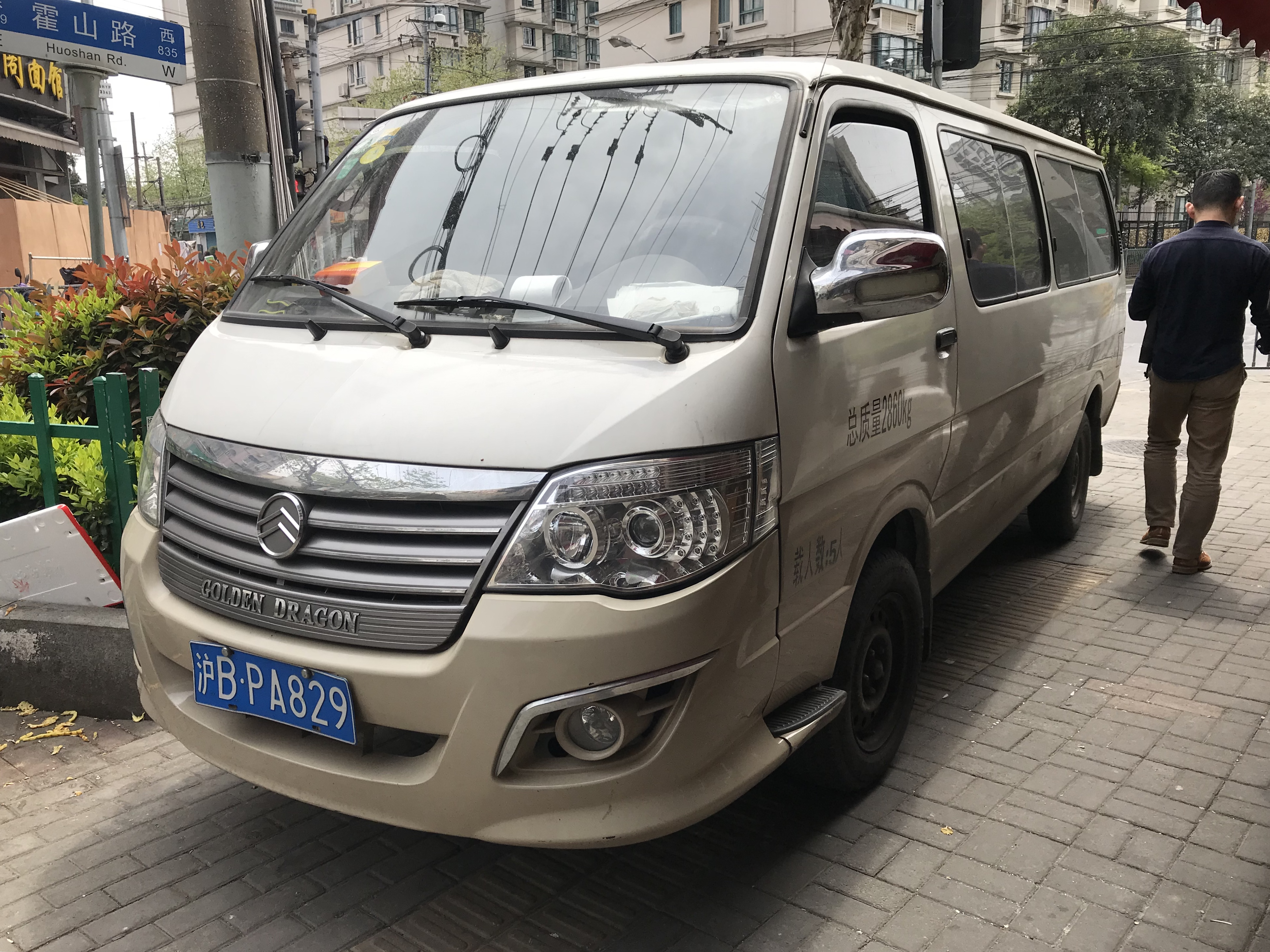
Golden Dragon V4
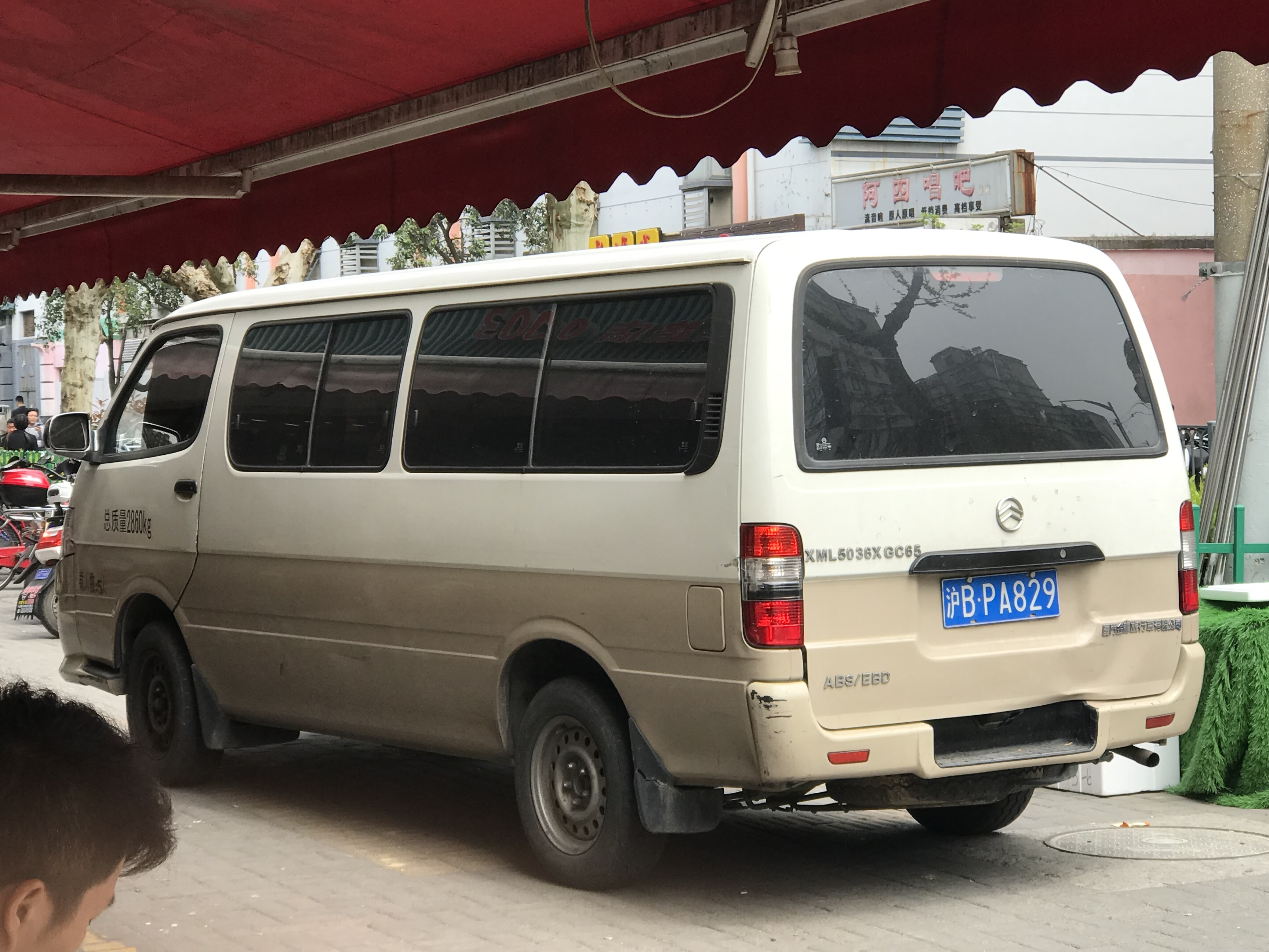
Golden Dragon V4
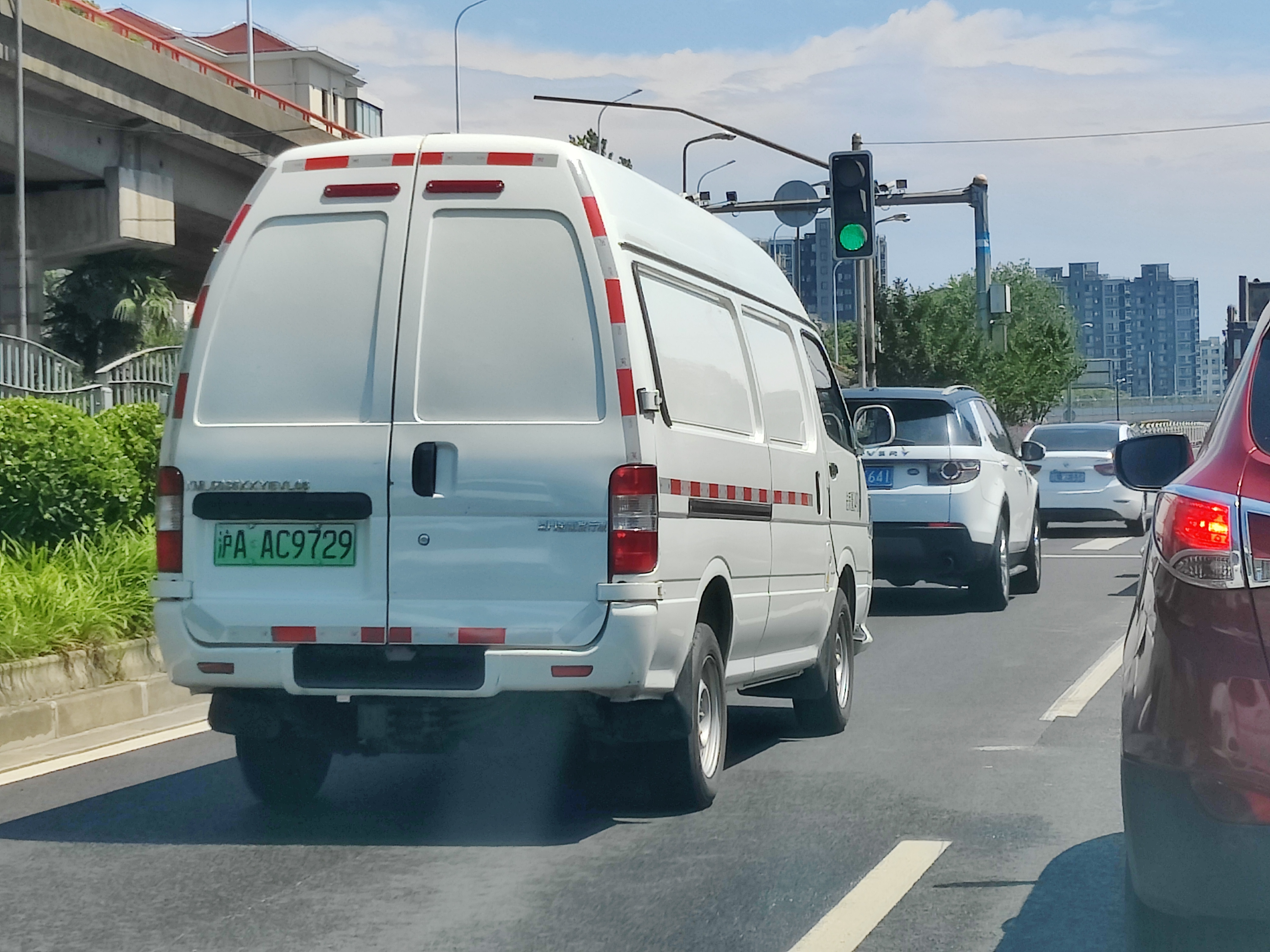
Golden Dragon Haise

В июне 2014 года автомобили Golden Dragon/King Long Jinwei прошли третий фейслифтинг. Кроме классических ДВС, в моторную гамму также входят двигатели на КПГ. В декабре 2016 года в производство была запущена топовая модификация, получившая название King Long Xinjinwei (New Jinwei).

### В Белоруссии
МАЗ-182 «Ника» выпускался с 2010 по 2012 год на базе King Long Haise. Первые модели (МАЗ-181010 и МАЗ-182010) были изготовлены в декабре 2010 года.
В 2011 году модели были выставлены на всеобщее обозрение.
МАЗ-181010 имеет высокую крышу и длинную колёсную базу, в то время как МАЗ-182010 имеет низкую крышу и короткую колёсную базу. «Ника» — единственная модель автомобиля скорой помощи.